# Am Langenkanal (Stralsund)
Die Straße Am Langenkanal ist eine Stadtstraße im Stralsunder Stadtgebiet Altstadt. Die Straße auf der Hafeninsel verbindet die Langenstraße und die Straße Am Querkanal an der Langenbrücke mit der Hafenstraße, zu der sie teilweise parallel verläuft. Die Holzstraße zweigt von der Straße Am Langenkanal ab. Die Straße gehört zum Randgebiet des UNESCO-Welterbes Historische Altstädte Stralsund und Wismar.

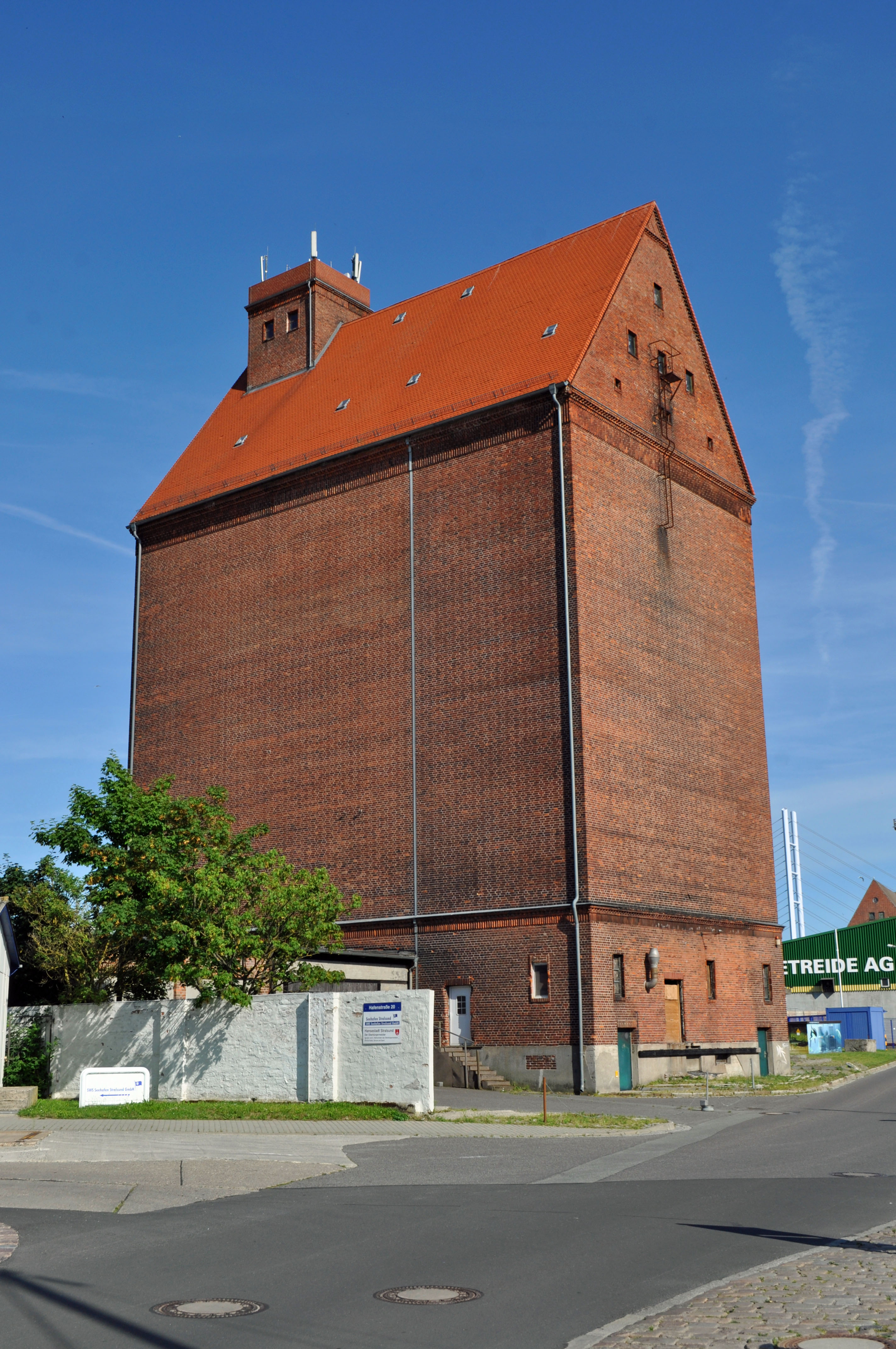
Silo II in der Straße Am Langenkanal in Stralsund (2012)

Die Straße folgt dem Lauf des Langenkanals. Sie wurde im Zusammenhang mit der Aufschüttung der Hafeninseln in den 1860er Jahren angelegt.
Eins der Gebäude steht unter Denkmalschutz (siehe auch Liste der Baudenkmale in Stralsund), nämlich das Silo II, außerdem die Kaianlage und das Straßenpflaster.